# Dilleritomus apertor
Dilleritomus apertor là một loài tò vò trong họ Ichneumonidae.